# Prix des prix littéraires
Le prix des prix littéraires, est un prix littéraire décerné entre 2011 et 2018, à l'initiative de Pierre Leroy, auparavant membre du jury décernant le prix Renaudot.

## Historique
Le lauréat est choisi parmi les lauréats des huit grands prix littéraires décernés à l'automne :
- grand prix du roman de l'Académie française,
- prix Décembre,
- prix Femina,
- prix de Flore,
- prix Goncourt,
- prix Interallié,
- prix Médicis,
- prix Renaudot.

La création de ce nouveau prix littéraire est annoncée en février 2011 par Pierre Leroy, bibliophile et collectionneur de manuscrits, membre du jury décernant le prix Médicis et, par ailleurs, cogérant de Lagardère SCA.
L'exclusion de Pierre Leroy du jury Médicis est annoncée en mai de la même année par Dominique Fernandez, qui voit dans la création de cette nouvelle récompense un « prix littéraire qui prétend juger les prix donnés par les autres grands jurys de fin d'année », ce qui aurait été « incompatible avec sa présence au sein du jury Médicis ».
Interrogé par la rédaction de Bibliobs, Pierre Leroy, qui reconnaît que, n'étant pas écrivain, il ne serait pas « du sérail », indique que son exclusion du jury Médicis serait « un reflet de la France moisie, qui n’aime pas le changement, qui se replie sur elle-même » et « une attitude de petits mandarins face à quelqu’un qui n’est pas du sérail ».

## Jury
Le jury permanent comporte treize membres, issus de divers horizons de la vie culturelle française. Présidé par Pierre Leroy, qui ne prend pas part aux votes (suivant en cela ses intentions initiales, telles qu'énoncées alors qu'il était encore membre du jury du prix Renaudot), il réunit en outre :
- Christine Albanel, ancien ministre de la Culture et de la Communication,
- Alexandre Bompard, ancien dirigeant de chaîne télévisée et de station de radio, président directeur général du Groupe Carrefour,
- Marie-Laure Delorme, écrivain et journaliste au Journal du dimanche,
- Nicolas Demorand, ancien directeur de la rédaction et de la publication du quotidien Libération et journaliste à France Inter,
- Marie Drucker, journaliste à la télévision et à la radio,
- Pierre Lescure, ancien dirigeant de chaîne télévisée,
- Rémy Pflimlin, PDG de France Télévisions,
- Olivier Poivre d'Arvor, directeur de France Culture,
- Bruno Racine, président de la Bibliothèque nationale de France,
- Alain Seban, président du Centre Georges-Pompidou,
- Alain Terzian, producteur de cinéma.

À ces treize membres permanents se joignent chaque année deux jeunes écrivains :
- en 2011 : Saphia Azzeddine (auteur de Mon père est femme de ménage) et Fabrice Humbert (auteur de L'Origine de la violence)[4]

## Liste des lauréats
- 2011 : Emmanuel Carrère, pour Limonov[5] (Prix Renaudot)
- 2012 : Patrick Deville, pour Peste et Choléra[6] (Prix Femina)
- 2013 : Marie Darrieussecq, pour Il faut beaucoup aimer les hommes[7],[8] (Prix Médicis)
- 2014 : Élisabeth Roudinesco, pour Sigmund Freud en son temps et dans le nôtre (Prix Décembre)[9].
- 2015 : Christophe Boltanski, pour La Cache (Prix Femina)[10]
- 2016 : Ivan Jablonka pour Laëtitia ou la Fin des hommes (Prix Médicis)[11]
- 2017 : Olivier Guez pour La Disparition de Josef Mengele (Prix Renaudot)[12]
- 2018 : Philippe Lançon pour Le Lambeau (Prix Femina)[12]